# Чатам (Луизијана)
Чатам (енгл. Chatham) град је у америчкој савезној држави Луизијана.

## Демографија
По попису из 2010. године број становника је 557, што је 66 (-10,6%) становника мање него 2000. године.
| Група             | 2000.       | 2010.       |
| Белци             | 344 (55,2%) | 339 (60,9%) |
| Афроамериканци    | 276 (44,3%) | 209 (37,5%) |
| Азијати           | 0 (0,0%)    | 0 (0,0%)    |
| Хиспаноамериканци | 0 (0,0%)    | 2 (0,4%)    |
| Укупно            | 623         | 557         |